# Granica mołdawsko-naddniestrzańska
Granica mołdawsko-naddniestrzańska – granica pomiędzy Naddniestrzem oraz Mołdawią, istniejąca od ogłoszenia przez Mołdawię niepodległości w roku 1991. Naddniestrze jako niepodległe państwo nie jest uznawane przez żadne państwo, w tym i Mołdawię, której częścią teoretycznie jest.

## Przebieg granicy
Naddniestrze
     Mołdawia

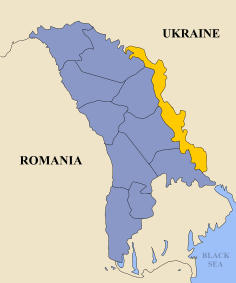
Naddniestrze
Mołdawia

Granica ma długość 411 km i na prawie całym odcinku przebiega korytem wypływającej z ukraińskiego terytorium rzeki Dniestr (rzeka graniczna). Wyjątkiem jest miasto Bendery, leżące na zachodnim brzegu, należące jednak do Naddniestrza.

## Przejścia graniczne
Drogowe:
1. Dubosary - Kiszyniów
2. Bendery - Kiszyniów
3. Rynbica - Rezina
4. Kamionka - Sănătăuca

Legalnie wjechać do Naddniestrza można jedynie na wyznaczonych punktach granicznych. Należy pokazać paszport bądź dowód osobisty. Następnie otrzymuje się kartę migracyjną i można wjechać do terytorium. Przy wjeździe do Naddniestrza nie trzeba posiadać wizy.